# 歌志内線
歌志内線（うたしないせん）は、日本国有鉄道（国鉄）、および北海道旅客鉄道（JR北海道）が運営していた鉄道路線（地方交通線）。北海道砂川市（空知支庁管内）の砂川駅で函館本線から分岐し、歌志内市の歌志内駅までを結んでいた。国鉄再建法の施行により第2次特定地方交通線に指定され、1988年（昭和63年）4月25日をもって全線廃止となった。

## 路線データ（廃止時）
- 管轄：北海道旅客鉄道（第一種鉄道事業者）、日本貨物鉄道（第二種鉄道事業者）
- 路線距離（営業キロ）砂川 - 歌志内 14.5km
- 軌間：1067mm
- 複線区間：なし（全線単線）
- 電化方式：なし（全線非電化）
- 閉塞方式：タブレット閉塞式
  - 交換可能駅：なし（全線1閉塞）

## 歴史

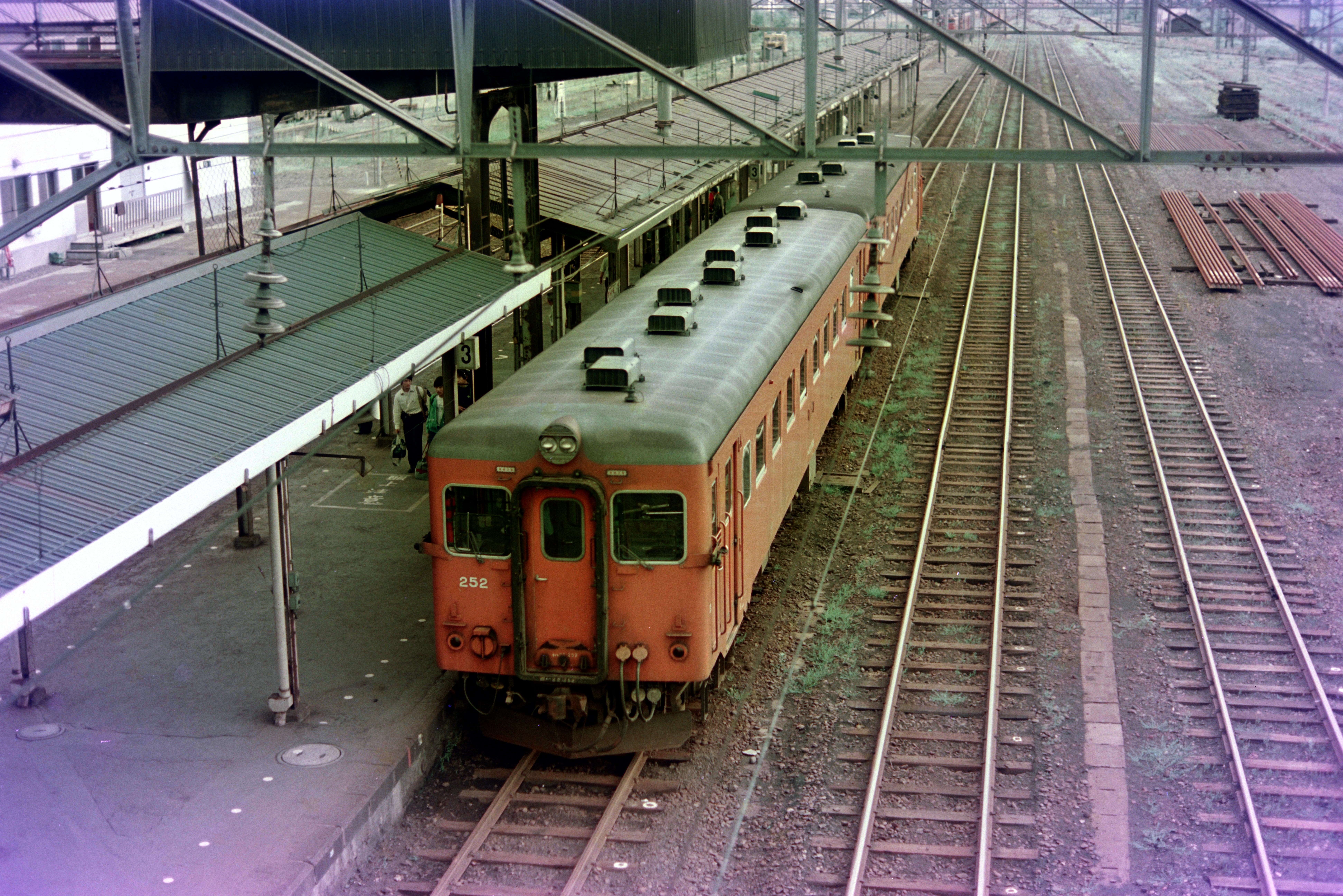
砂川駅に停車中のキハ22 252他2連の普通列車（1984年）

沿線の炭鉱から産出される石炭の積み出しのため、1891年（明治24年）に北海道炭礦鉄道の手で開業した。1906年（明治39年）には鉄道国有法により買収・国有化され、官設鉄道となる。以来運炭輸送を中心に盛況を見せ、1963年（昭和38年）には営業係数64と日本で4番目の黒字路線となる実績を挙げてきたが、炭鉱の衰退に伴って客貨とも輸送量が減少した。
1980年（昭和55年）の国鉄再建法施行により、1984年（昭和59年）6月に第2次特定地方交通線に指定された。一時は第三セクター化も検討されたが、鉄道の存続意義であった北海道炭礦汽船空知炭礦の閉山が確定的となり、1987年（昭和62年）に日本国有鉄道（国鉄）から北海道旅客鉄道に承継された後、1988年（昭和63年）4月に廃止、バス路線へ転換された。なお、同じように砂川駅から分岐していた運炭路線の函館本線上砂川支線は、当路線を下回る輸送量にも関わらず「函館本線の一部」としてこの時には廃止対象にならず、1994年（平成6年）に廃止された。
なお、1982年度の営業係数は394だった。
また、終点の歌志内駅から根室本線の茂尻駅もしくは平岸駅まで延伸する構想もあった。
- 1891年（明治24年）7月5日 北海道炭礦鉄道が砂川 - 歌志内間 (8M64C) を空知線の一部として開業。歌志内駅を新設。
- 1896年（明治29年）10月21日 神威駅を新設。
- 1901年（明治34年）9月 空知線から分離し、空知線の歌志内支線となる。
- 1906年（明治39年）10月1日 砂川 - 歌志内 (8.9M) を買収、国有化。
- 1909年（明治42年）10月12日 国有鉄道線路名称制定により、砂川 - 歌志内間が歌志内線となる。
- 1946年（昭和21年）11月1日 文珠仮乗降場を新設。
- 1947年（昭和22年）2月20日 文珠仮乗降場を駅に昇格させ、貨物の取扱いを開始。
- 1960年（昭和35年）
  - 2月 文珠駅を民間に委託。
  - 3月 ディーゼルカー運行開始。これにより客貨分離が図られ、砂川 - 歌志内間の旅客運輸所要時間が従来の半分程度、20分余りに短縮された。
  - 12月26日 歌神駅（旅客のみ取扱い）を新設。
- 1961年（昭和36年）
  - 2月10日 西歌駅を新設。文珠駅の貨物取扱いを廃止。
  - 12月25日 焼山駅（旅客のみ取扱い）を新設。
- 1972年（昭和47年）3月15日 西歌駅・神威駅の貨物取扱いを廃止。
- 1984年（昭和59年）6月22日 第2次特定地方交通線として廃止承認。
- 1986年（昭和61年）11月 砂川駅・歌志内駅を除き、乗車券の販売を廃止。
- 1987年（昭和62年）4月1日 国鉄分割民営化に伴い、北海道旅客鉄道（第1種）と日本貨物鉄道（第2種）へ移管。
- 1988年（昭和63年）4月25日 全線 (14.5km) を廃止し[2]、北海道中央バスの焼山線に転換。
- 2019年（平成31年）3月31日 転換後の北海道中央バスの焼山線が廃止。

## 沿線概況
砂川で北へ向かう函館本線から分かれて東へ向かい、ペンケウタシナイ川に沿って歌志内市の中心部まで走る。砂川から文珠駅付近までは北海道道627号文珠砂川線、以東は北海道道114号赤平奈井江線と並行する。

## 廃線後の状況
焼山 - 歌志内では、廃線跡がサイクリングロードとして整備されている。

### 代替交通
廃線後は代替バスとして、上述の北海道道627号文珠砂川線を経由して砂川と歌志内を結ぶ北海道中央バス「焼山線」が設定された。ただしそれ以前より、砂川と歌志内を北海道道115号芦別砂川線・上砂川町経由で結ぶ（砂川-上砂川間は上述の上砂川支線の経路に近い）バス路線「歌志内線」も設定されている。
「焼山線」は1997年度に、年間で約8万4千人の利用客があったが、2006年の砂川北高等学校の廃校などにより、2016年度には約3万5千人にまで減少。国・北海道・砂川市・歌志内市による2018年度の赤字補填は2589万円に上る見通しとなり、中央バスとの協議の結果、2019年3月31日限りで廃止された。利用者数が国の基準を割ったことを理由に、2018年10月以降は国の補助金打ち切りが決まったことも、廃止の決め手となった。なお、バス「歌志内線」は引き続き運行されている。
「焼山線」の廃止直前の状況（2018年12月1日ダイヤ改正時点）
- 砂川市立病院 - 晴見団地 - 焼山 - 歌志内市街 - 上歌新栄町　上下8往復（休日7往復）

### 駅名標
2021年から2022年にかけて旧歌志内線のうち歌志内市にあった5駅に駅名標レプリカを駅跡地に設置する事業が行われた。

## 駅一覧
全駅北海道内に所在。所属路線の事業者名は、歌志内線廃止時。
| 駅名     | 駅間キロ | 営業キロ | 接続路線                                     | 所在地   |
| -------- | -------- | -------- | -------------------------------------------- | -------- |
| 砂川駅   | -        | 0.0      | 北海道旅客鉄道：函館本線（本線・上砂川支線） | 砂川市   |
| 焼山駅   | 3.9      | 3.9      |                                              | 砂川市   |
| 文珠駅   | 4.4      | 8.3      |                                              | 歌志内市 |
| 西歌駅   | 1.3      | 9.6      |                                              | 歌志内市 |
| 神威駅   | 2.2      | 11.8     |                                              | 歌志内市 |
| 歌神駅   | 1.6      | 13.4     |                                              | 歌志内市 |
| 歌志内駅 | 1.1      | 14.5     |                                              | 歌志内市 |